# Claude Alexandre de Bonneval
Claude Alexandre, Comte de Bonneval, später Humbaracı Ahmet Paşa (* 14. Juli 1675 in Coussac-Bonneval; † 23. März 1747 in Konstantinopel) war ein französischer Adliger, Soldat und Abenteurer, der nach Kriegsdiensten für Frankreich und Habsburg in osmanische Dienste trat, zum Islam konvertierte und die Artillerie des Sultans reformierte.

## Leben

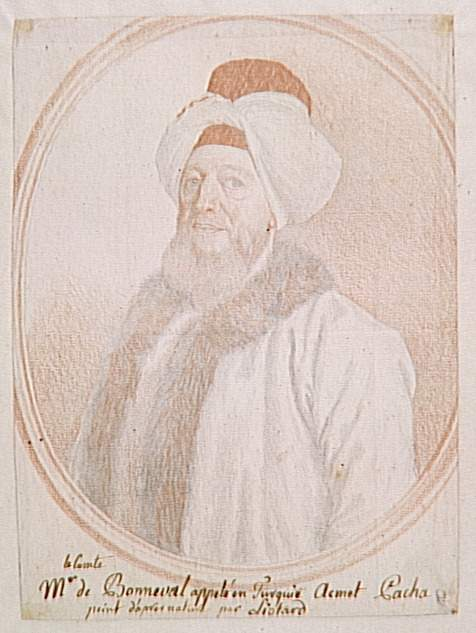
Der Graf von Bonneval als Achmed Pascha. Die handschriftliche Bildbeschreibung lautet: „M^{er.} le Comte de Bonneval, appelé en Turquie Acmet Pacha, peint d’après nature par Liotard“.

Bonneval entstammte einer alten Familie aus dem Limousin. Im Alter von dreizehn Jahren trat er dem königlichen Marine-Korps bei. Nach drei Jahren wechselte er zur Armee, wo er zum Regiments-Kommandeur aufstieg. Er diente in den italienischen Feldzügen unter Catinat, Villeroi und Vendôme und in den Niederlanden unter dem Marschall von Luxemburg und stellte seinen Mut sowie seine große militärische Begabung unter Beweis. Seine unverschämte Haltung gegenüber dem Kriegsminister brachte ihn 1704 vor das Kriegsgericht. Er wurde zum Tode verurteilt, rettete sich aber durch Flucht nach Deutschland. Durch den Einfluss von Prinz Eugen erhielt er ein Generalskommando in der kaiserlichen Armee. Er kämpfte im Spanischen Erbfolgekrieg, und zwar zunächst in Oberitalien, wo er 1708 im Auftrag des römisch-deutschen Kaisers Joseph I. von Österreich ein ehemaliges Reichslehen des Heiligen Römischen Reichs Deutscher Nation, die Grafschaft Comacchio, im Comacchiokrieg besetzte. Dann kämpfte er mit Auszeichnung gegen Frankreich, wo er an der Schlacht von Malplaquet teilnahm, und anschließend im Türkenkrieg gegen die Osmanen, wo er in der Schlacht von Peterwardein verwundet wurde.
Das Verfahren gegen ihn in Frankreich wurde dann fallengelassen, so dass er nach Paris reisen konnte und dort Judith Charlotte de Gontaut-Biron (1694–1741) die Tochter des Marschalls de Biron heiratete. Er kehrte nach kurzer Zeit in die kaiserliche Armee zurück und kämpfte mit Auszeichnung in Belgrad. Er hätte nun in die höchsten Ränge aufsteigen können, entzweite sich aber mit Prinz Eugen, mit dem ihn bis dahin eine enge Freundschaft verbunden hatte. Dieser schickte Bonneval 1724 mit einem Artilleriekommando in die Niederlande, wo sein ungestümes Temperament ihn in einen Streit mit Ercole Turinetti Marquis de Prié verwickelte, Prinz Eugens stellvertretendem Statthalter. Prié ließ Bonneval gefangen nehmen und vor ein Kriegsgericht stellen, das ihn auf Betreiben Prinz Eugens zum Tode verurteilte. Kaiser Karl VI. begnadigte ihn jedoch zu einem Jahr Gefangenschaft und Verbannung. Nach seiner Haft wurde Bonneval nach Wien gebracht, all seiner Würden verlustig erklärt, und nach Venedig abgeschoben.
Bald nach seiner Freilassung bot Bonneval dem Osmanischen Reich seine Dienste an. Er konvertierte zum Islam und nahm den Namen Ahmed an. Man machte ihn zum Pascha und berief ihn, um die Artillerie der osmanischen Armee zu organisieren und zu kommandieren. Bonneval trug entscheidend zur österreichischen Niederlage bei Niš im Russisch-Österreichischen Türkenkrieg (1736–1739) bei, dessen Resultat für Österreich im Frieden von Belgrad (1739) den Verlust von Nordserbien mit Belgrad, Gebieten in Nordbosnien sowie der Kleinen Walachei bedeutete und Österreichs Ansehen im Deutschen Reich und in Preußen nachhaltig schädigte.
Bonneval leistete dem Sultan im Krieg gegen Russland und gegen Nadir Schah wertvolle Dienste. Als Belohnung erhielt er die Statthalterschaft über Chios. Schnell geriet er bei der Pforte unter Verdacht; er wurde für eine Zeit an die Küste des Schwarzen Meers verbannt. Bonneval starb 1747 in Konstantinopel.
Die unter seinem Namen veröffentlichten Mémoires gelten als unecht.